# Liste des gonfaloniers de justice et prieurs de la république de Florence au XVIe siècle
Pour un article plus général, voir Liste des gonfaloniers de justice et prieurs de la république de Florence.
Cert article dresse une liste des gonfaloniers de justice et prieurs de la république de Florence au XVIe siècle.

## Années 1500
| Période de gouvernement | Gonfaloniers de Justice et Prieurs | Notes |
| ----------------------- | ---------------------------------- | ----- |
| 1501                    | Piero Carnesecchi                  | Gonf. |
| 1501                    | Piero Soderini                     | Gonf. |
| 1501                    | Lorenzo Salviati                   | Gonf. |
| 1501                    | Filippo Carducci                   | Gonf. |
| 1501                    | Luca degli Albizzi                 | Gonf. |
| 1501                    | Lanfredino Lanfredini              | Gonf. |
| 1502                    | Giuliano Orlandini                 | Gonf. |
| 1502                    | Giovanni Berardi                   | Gonf. |
| 1502                    | Francesco Taddei                   | Gonf. |
| 1502                    | Giovanni Batista Giovanni          | Gonf. |
| 1502                    | Niccolò Sacchetti                  | Gonf. |
| 1502-1512               | Piero Soderini                     | Gonf. |

## Années 1510
| Période de gouvernement | Gonfaloniers de Justice et Prieurs | Notes |
| ----------------------- | ---------------------------------- | ----- |
| 1502-1512               | Piero Soderini                     | Gonf. |
| 1512                    | Giovanni Batista Ridolfi           | Gonf. |
| 1512                    | Filippo Buondelmonte               | Gonf. |
| 1513                    | Guglielmo de'Pazzi                 | Gonf. |
| 1513                    | Piero Alamanni                     | Gonf. |
| 1513                    | Francesco Pepi                     | Gonf. |
| 1513                    | Giovanni Berardi                   | Gonf. |
| 1513                    | Averardo de'Medici                 | Gonf. |
| 1513                    | Pandolfo Corbinelli                | Gonf. |
| 1514                    | Jacopo Salviati                    | Gonf. |
| 1514                    | Piero Tornabuoni                   | Gonf. |
| 1514                    | Alessandro Pucci                   | Gonf. |
| 1514                    | Lionardo Ridolfi                   | Gonf. |
| 1514                    | Lorenzo Morelli                    | Gonf. |
| 1514                    | Jacopo Gianfigliazzi               | Gonf. |
| 1515                    | Luigi della Stufa                  | Gonf. |
| 1515                    | Lorenzo Pitti                      | Gonf. |
| 1515                    | Ruberto de'Ricci                   | Gonf. |
| 1515                    | Chimenti Sernigi                   | Gonf. |
| 1515                    | Luca degli Albizzi                 | Gonf. |
| 1515                    | Piero Ridolfi                      | Gonf. |
| 1516                    | Bernardo Morelli                   | Gonf. |
| 1516                    | Lionardo Strozzi                   | Gonf. |
| 1516                    | Francesco de'Medici                | Gonf. |
| 1516                    | Benedetto de'Nerli                 | Gonf. |
| 1516                    | Andrea Giugni                      | Gonf. |
| 1516                    | Lionardo Bartolini                 | Gonf. |
| 1517                    | Francesco Pucci                    | Gonf. |
| 1517                    | Lanfredino Lanfredini              | Gonf. |
| 1517                    | Antonio Serristori                 | Gonf. |
| 1517                    | Niccolò Altoviti                   | Gonf. |
| 1517                    | Francesco Martelli                 | Gonf. |
| 1517                    | Amerigo di Luca Pitti              | Gonf. |
| 1518                    | Filippo dell'Antella               | Gonf. |
| 1518                    | Andrea Minerbetti                  | Gonf. |
| 1518                    | Averardo da Filicaia               | Gonf. |
| 1518                    | Ormannozzo Deti                    | Gonf. |
| 1518                    | Matteo Niccolini                   | Gonf. |
| 1518                    | Ruberto Acciaiuoli                 | Gonf. |
| 1519                    | Paolo de'Medici                    | Gonf. |
| 1519                    | Francesco Capponi                  | Gonf. |
| 1519                    | Antonio da Ricasoli                | Gonf. |
| 1519                    | Matteo Strozzi                     | Gonf. |
| 1519                    | Francesco Pandolfini               | Gonf. |
| 1519                    | Gherardo Corsini                   | Gonf. |

## Années 1520
| Période de gouvernement | Gonfaloniers de Justice et Prieurs | Notes |
| ----------------------- | ---------------------------------- | ----- |
| 1520                    | Francesco da Diacceto              | Gonf. |
| 1520                    | Palla Rucellai                     | Gonf. |
| 1520                    | Tommaso Ginori                     | Gonf. |
| 1520                    | Niccolò Corbinelli                 | Gonf. |
| 1520                    | Galeotto Lioni                     | Gonf. |
| 1520                    | Francesco Davanzati                | Gonf. |
| 1521                    | Lorenzo degli Alessandri           | Gonf. |
| 1521                    | Carlo del Benino                   | Gonf. |
| 1521                    | Tommaso Gherardi                   | Gonf. |
| 1521                    | Jacopo Gianfigliazzi               | Gonf. |
| 1521                    | Antonio de'Pazzi                   | Gonf. |
| 1521                    | Francesco Vettori                  | Gonf. |
| 1522                    | Giovanni Corsi                     | Gonf. |
| 1522                    | Agnolo Carducci                    | Gonf. |
| 1522                    | Ruberto Pucci                      | Gonf. |
| 1522                    | Girolamo Capponi                   | Gonf. |
| 1522                    | Luigi Gherardi                     | Gonf. |
| 1522                    | Piero Bartolini                    | Gonf. |
| 1523                    | Taddeo Taddei                      | Gonf. |
| 1523                    | Giovanni Francesco Ridolfi         | Gonf. |
| 1523                    | Agostino Dini                      | Gonf. |
| 1523                    | Luigi Venturi                      | Gonf. |
| 1523                    | Antonio da Filicaia                | Gonf. |
| 1523                    | Filippo Machiavelli                | Gonf. |
| 1524                    | Giovanni Spinelli                  | Gonf. |
| 1524                    | Cosimo Sassetti                    | Gonf. |
| 1524                    | Bartolommeo Valori                 | Gonf. |
| 1524                    | Bernardo Bini                      | Gonf. |
| 1524                    | Antonio Giugni                     | Gonf. |
| 1524                    | Domenico Buoninsegni               | Gonf. |
| 1525                    | Enea della Stufa                   | Gonf. |
| 1525                    | Giuliano Pitti                     | Gonf. |
| 1525                    | Raffaello Girolami                 | Gonf. |
| 1525                    | Bernardo Gondi                     | Gonf. |
| 1525                    | Giovanni Buongirolami              | Gonf. |
| 1525                    | Luca Ugolini                       | Gonf. |
| 1526                    | Francesco Serristori               | Gonf. |
| 1526                    | Zanobi Acciaiuoli                  | Gonf. |
| 1526                    | Antonio Carnesecchi                | Gonf. |
| 1526                    | Niccolò di Piero Capponi           | Gonf. |
| 1526                    | Bernardo Miniati                   | Gonf. |
| 1526                    | Piero Rucellai                     | Gonf. |
| 1527                    | Carlo Ginori                       | Gonf. |
| 1527                    | Luigi Guicciardini                 | Gonf. |
| 1527                    | Francesco Antonio Nori             | Gonf. |
| 1527-1529               | Niccolò Capponi                    | Gonf. |
| 1529                    | Francesco Carducci                 | Gonf. |

## Années 1530
| Période de gouvernement | Gonfaloniers de Justice et Prieurs | Notes |
| ----------------------- | ---------------------------------- | ----- |
| 1530                    | Raffaello Girolami                 | Gonf. |
| 1530                    | Giovanni Corsi                     | Gonf. |
| 1530                    | Simone Tornabuoni                  | Gonf. |
| 1531                    | Raffaello de'Medici                | Gonf. |
| 1531                    | Filippo Machiavelli                | Gonf. |
| 1531                    | Lodovico Morelli                   | Gonf. |
| 1531                    | Benedetto Buondelmonti             | Gonf. |
| 1531                    | Ottaviano de'Medici                | Gonf. |
| 1531                    | Antonio Gualterotti                | Gonf. |
| 1532                    | Francesco Antonio Nori             | Gonf. |
| 1532                    | Giovanni Francesco de'Nobili       | Gonf. |